# Grand Temple de La Rochelle
Le Grand Temple de La Rochelle est un ancien temple calviniste construit entre 1600 et 1603, remplaçant les salles de fortune qui s'étaient multipliées avec l'augmentation croissante du nombre de protestants à La Rochelle. Le bâtiment est détruit par le feu le 9 février 1687.

## Historique

### Contexte
Dès le milieu du XVIe siècle, La Rochelle, grande puissance maritime, est l'une des premières grandes villes gagnées à la Réforme. Cependant, les protestants sont contraints jusqu'à l'avènement de Charles IX en 1560 de s'assembler en cachette, au risque pour eux de se voir bannir de la cité voire de se faire tuer. Les femmes mariées dont le mari n'était pas protestant étaient par ailleurs exclues par principe de précaution. En 1561, les protestants ouvrent rue Saint-Michel la première salle de culte public de La Rochelle, sur l'emplacement du temple actuel. La salle servait également pour les festivités municipales et corporatives.
À la fin des années 1560, le nombre de protestants augmentant sans cesse, de nouveaux temples virent le jour : le réfectoire du couvent des Augustins devint le temple Saint-Yon et l'église Sainte-Marguerite fut confisquée et également transformée en temple. L'édit de Saint-Germain de 1570 fait de La Rochelle, avec Montauban, la Charité-sur-Loire et Cognac, une des quatre places de sûreté concédées aux protestants Le projet de construire un temple plus important vit le jour durant l'année 1569, celui-ci fut commencé en 1577 sous les auspices du deuxième prince de Condé qui en posa la première pierre sur la place du Château. Cependant, il faut attendre 1600, soit deux ans après la promulgation de l'édit de Nantes, pour que débute véritablement le chantier du Grand Temple, qui fut achevé et consacré en 1603,.

### Incendie
À la suite du grand siège de 1627-1628, Louis XIII décida de transformer en cathédrale le Grand Temple, dédié alors à saint Louis, bien qu'il faille attendre 1648 pour que le siège de l'évêché soit transféré de Maillezais à La Rochelle. La nouvelle cathédrale fut détruite en 1687 par un incendie déclenché par un feu de joie allumé à l'occasion d'une fête en l'honneur de Louis XIV. Quant aux protestants, ils construisirent à partir de 1630 un nouveau temple, le Prêche de la Ville-Neuve, sur un terrain octroyé par Louis XIII. Ce nouvel édifice était bien plus modeste que le précédent et fut démoli en 1685, six mois avant la révocation de l'édit de Nantes, sur l'ordre du Parlement de Paris. Après un siècle de clandestinité, les protestants s'établir finalement en 1795 à la faveur de la liberté religieuse permise par la Révolution dans l'ancienne église des Récollets, qui abrite encore aujourd'hui le temple protestant de La Rochelle.

## Description
Le Grand Temple était situé à l'angle sud-est de la place du Château, entre les rues Fleuriau et Gargoulleau. Il était de plan octogonal et sa grande toiture était revêtue de plaques de plomb. Deux portes en permettaient l'entrée : l'une donnait sur la place tandis que la seconde donnait sur la rue Chaudrier. Un clocher surmonté d'un petit campanile faisait saillie sur la façade sud. À l'intérieur, aucun pilier ne soutenait la charpente qui tenait au moyen de deux clefs de bois, et des bancs étaient disposés en amphithéâtre dans la grande salle.